# Darina Mifkova
Darina Mifkova (ur. 24 maja 1974 w Pradze) – urodzona w Czechosłowacji siatkarka reprezentacji Włoch. Grała na pozycji przyjmującej. W 2002 roku zdobyła złoty medal na mistrzostwach świata.
Darina Mifkova urodziła się w Pradze jako córka koszykarza Roberta Mifki i siatkarki Anny Bémovej, która zdobyła srebro na Mistrzostwach Europy w 1971 r. z reprezentacją Czechosłowacji. W wieku dwóch lat, po rozwodzie rodziców, wraz z matką, jedną z pierwszych cudzoziemek, które pojawiły się na scenie w mistrzostwach Serie A1, przeprowadziła się do Włoch.
8 listopada 2002 roku została odznaczona Orderem Zasługi Republiki Włoskiej za złoty medal mistrzostw świata.

## Kluby
- 1995–1999  Foppapedretti Bergamo
- 1999–2000  Volley Napoli
- 2000–2002  Vicenza Volley
- 2002–2003  Volley Modena
- 2003–2005  Volley 2002 Forlì
- 2005–2006  Vini Monteschiavo Jesi
- 2006–2007  Megius Volley Padwa
- 2007–2008  Minetti Infoplus Imola
- 2008–2009  Pallavolo Cesena
- 2009–2010  Viserba Volley
- 2010–2011  Atletico Bologna

## Sukcesy

### klubowe
- 1998, 1999 – Mistrzostwo Włoch
- 1998 – Puchar Włoch
- 2001 – Superpuchar Włoch

### reprezentacyjne
- 2001 – Wicemistrzostwo Europy
- 2002 – Mistrzostwo świata
- 2004 – Srebrny medal Grand Prix

## Odznaczenia
- : odznaczona Orderem Zasługi Republiki Włoskiej – Kawaler (Rzym, 8 listopada 2002)